# Andrea Colpani
Andrea Colpani (11. květen 1999 Brescia, Itálie) je italský fotbalista, který hraje na pozici záložníka za italský klub Monza a za italskou reprezentaci.

## Přestupy
- z Atalanta do Monza za 9 000 000 Euro[1]

## Statistiky
| Sezóna          | Klub            | Liga            | Liga   | Liga | Domácí poháry | Domácí poháry | Domácí poháry | Kontinentální poháry | Kontinentální poháry | Kontinentální poháry | Celkem | Celkem |
| Sezóna          | Klub            | Soutěž          | Zápasy | Góly | Soutěž        | Zápasy        | Góly          | Soutěž               | Zápasy               | Góly                 | Zápasy | Góly   |
| --------------- | --------------- | --------------- | ------ | ---- | ------------- | ------------- | ------------- | -------------------- | -------------------- | -------------------- | ------ | ------ |
| 2019/20         | Trapani         | Serie B         | 34     | 0    | IP            | 2             | 0             | -                    | 0                    | 0                    | 36     | 0      |
| 2020/21         | Monza           | Serie B         | 23+2   | 1    | IP            | 2             | 0             | -                    | 0                    | 0                    | 27     | 1      |
| 2021/22         | Monza           | Serie B         | 33+3   | 5    | IP            | 1             | 0             | -                    | 0                    | 0                    | 37     | 5      |
| 2022/23         | Monza           | Serie A         | 27     | 4    | IP            | 3             | 0             | -                    | 0                    | 0                    | 30     | 4      |
| 2023/24         | Monza           | Serie A         | 38     | 8    | IP            | 1             | 0             | -                    | 0                    | 0                    | 39     | 8      |
| Celkem za Monzu | Celkem za Monzu | Celkem za Monzu | 126    | 18   | -             | 7             | 0             | -                    | 0                    | 0                    | 133    | 18     |
| Celkově         | Celkově         | Celkově         | 160    | 18   | -             | 9             | 0             | -                    | 0                    | 0                    | 169    | 18     |

## Úspěchy

### Reprezentační
- 1× na MS 20 (2019)